# Summertime (The Shake Spears)
Summertime is een Engels liedje van de vanuit België opererende Rhodesische band The Shake Spears uit 1966.
Het nummer verbleef 3 maanden in de Belgische hitparade en bereikte als hoogste notering een vijftiende plaats.